# Klein Wanzleben
Klein Wanzleben – gmina w Niemczech, w kraju związkowym Saksonia-Anhalt, w powiecie Börde, należąca do wspólnoty administracyjnej „Börde” Wanzleben.

## Geografia
Klein Wanzleben leży 20 km na zachód od Magdeburga.